# 비정의 항구
"비정의 항구"는 1968년 공개된 대한민국의 영화이다.

## 배역
- 고은아
- 황해
- 장동휘
- 허장강
- 김석훈
- 트위스트 김
- 이향
- 조항
- 천시자